# Mercedes Jones
Mercedes Jones es una personaje ficticio de la popular serie de comedia y drama musical de Fox Glee. El personaje es interpretado por la actriz Amber Riley, y apareció en Glee desde su episodio piloto, transmitido por primera vez el 19 de mayo de 2009. Mercedes fue desarrollado por los creadores de Glee Ryan Murphy, Brad Falchuk e Ian Brennan. Ella es una diva dinámica y es miembro del club Glee en la ficticia escuela secundaria William McKinley en Lima, Ohio.

## Argumento

### Temporada uno
Mercedes realiza audiciones para el club Glee de la escuela, New Directions, al interpretar "Respect" de Aretha Franklin. Ella se enamora de su compañero Kurt Hummel (Chris Colfer), sin darse cuenta de que es homosexual. Aunque ella está herida cuando él la rechaza, Mercedes lo apoya cuando le confía su sexualidad, y se convierten en amigos cercanos. Mercedes tiene una rivalidad con la cocapitana del club Glee Rachel Berry (Lea Michele), que llega a un punto crítico en el episodio "Seccionales", cuando impresiona al club con una interpretación de "And I Am Telling You I'm Not Going" . Rachel acepta que Mercedes debe realizar el solo de manera competitiva, pero pierde la oportunidad cuando una escuela rival le roba la canción. [3]
Frustrados por la falta de solos que reciben, Mercedes y Kurt se unen al equipo de animadoras de la escuela, las Cheerios, como vocalistas. Mercedes lucha cuando la entrenadora de porristas Sue Sylvester (Jane Lynch) exige que baje de peso. Se desmaya después de una dieta, y es apoyada por la excapitana de Cheerios, Quinn Fabray (Dianna Agron), quien le dice que es hermosa independientemente de su peso. Más tarde, durante un descanso de medio juego, Mercedes canta la canción "Beautiful" de Christina Aguilera. Ser miembro de Cheerios aumenta su popularidad, y Mercedes sale brevemente con el jugador de fútbol y miembro del club Glee Noah Puckerman (Mark Salling). Sin embargo, siente que no está siendo sincera consigo misma, por lo que abandona el escuadrón y rompe con Puck. Se desarrolla una amistad entre Mercedes y Quinn; ella invita a Quinn a vivir con su familia después de que los padres de Quinn la desalojan por quedar embarazada, y la apoya durante el nacimiento de su hija.

### Temporada dos
La amistad de Mercedes con Kurt se pone a prueba cuando no están de acuerdo sobre la religión; Mercedes es una cristiana devota y Kurt un ateo. Cuando su padre sufre un ataque al corazón, Mercedes convence a Kurt para que asista a la iglesia con ella, dedicándole el servicio a los Hummels y realizando el "Puente sobre aguas turbulentas" con el coro de su iglesia para él. Kurt luego desarrolla una fuerte amistad con Blaine Anderson (Darren Criss), un estudiante gay de otra escuela. Él comienza a descuidar a Mercedes y la ofende al tratar de acosarla con otro estudiante. Cuando Sue Sylvester, Directora Interina temporaria, comienza una iniciativa de alimentación saludable en la escuela y declara la prohibición de Tater Tots, Mercedes organiza una protesta estudiantil y llena el tubo de escape del automóvil de Sue con Tots, causando daños por valor de $ 17,000. Kurt sugiere que está sustituyendo la comida por amor y su amistad por una relación romántica, y Mercedes acepta hablar con el estudiante con el que Kurt intentó establecerla. Sin embargo, ella permanece románticamente soltera y les explica a Kurt y Rachel que a veces es necesario elegir entre el amor y el talento. 
Mercedes escribe una canción original titulada "Hell to the No" para competir en la lista establecida del club Glee para la competencia Regional; aunque el director Will Schuester (Matthew Morrison) piensa que es una gran canción, tampoco cree que sea apropiada para la competencia. Cuando New Directions planea un concierto benéfico, Mercedes permite que su espacio de actuación se traslade a un lugar menos deseable del programa; La miembro del club Lauren Zizes (Ashley Fink) está sorprendida por su fracaso para defenderse a sí misma, y se ofrece a ser su agente, sugiriendo que haga demandas similares a las de una diva para asegurarse de que aprecian su talento. Finalmente, Mercedes toma el lugar de cierre de Rachel al realizar una interpretación abrumadora de "Ain't No Way" de Aretha Franklin, tan buena que Rachel ni siquiera intenta seguirla. Mercedes asiste al baile de graduación junior como parte de un grupo con Rachel y su compañero miembro de New Directions Sam Evans (Chord Overstreet). En el episodio final de la segunda temporada, "Nueva York", se revela que ella y Sam han comenzado a salir en secreto.

### Temporadas tres
En el comienzo de la tercera temporada, Mercedes dice que ella y Sam habían salido por un tiempo, pero después de que él se mudó fuera del estado, ella comenzó una relación con Shane Tinsley, un miembro del equipo de fútbol. Shane la alienta a creer en su talento, y hace una audición para el papel de María en la producción de la escuela de West Side Story. Tanto ella como Rachel reciben devoluciones de llamada. Mercedes está enojada por lo que percibe como favoritismo continuo que se muestra a Rachel, especialmente en la concesión de solos, y abandona el club Glee. En las devoluciones de llamada de la audición, Mercedes ofrece una actuación que Rachel admite en privado que era mejor, Mercedes está segura de que lo es, y cuando se les ofrece el papel con la mitad de las actuaciones, se niega a aceptar un papel dividido; en cambio, se une al club de alegría rival de Shelby Corcoran (Idina Menzel), y pronto ha reclutado a Santana y Brittany lejos de New Directions en los nuevos Troubletones.  Los Troubletones pierden la competencia de las Seccionales por Nuevas Direcciones, y Mercedes y los demás se unen a Nuevas Direcciones con la promesa de que a los problemas se les dará un número de rendimiento por competencia. Sam regresa a McKinley e intenta reavivar su romance con Mercedes. Ella todavía tiene sentimientos por él, y finalmente rompe con Shane, aunque se niega a salir con Sam mientras no está segura de sus verdaderos sentimientos. Sam continúa apoyándola, y un video de YouTube que publica de Mercedes cantando le ofrece un trabajo como cantante de respaldo en Los Ángeles después de que ella se gradúe.

### Temporada cuatro
Mercedes aparece con menos frecuencia en la cuarta temporada. Por lo general, regresa cuando hay un evento en la vida de uno de sus amigos en Ohio. Se mudó a Los Ángeles y está tomando clases en UCLA mientras trabaja como cantante de respaldo, aunque regresa para ayudar con el musical de la escuela, para el Día de Acción de Gracias, y para la boda finalmente fallida del Sr. Schuester. Ella también regresa en "Wonder-ful" para hacer un video musical para su álbum recién grabado, pero el acuerdo discográfico fracasa.

### Temporada cinco
En la quinta temporada, fue degradada y acreditada como estrella invitada. Regresó en el primer episodio "Love, Love, Love" para estar presente para la propuesta de Blaine a Kurt y nuevamente para el funeral y el memorial de Finn en "The Quarterback". Ella cantó "I'll Stand By You" como un homenaje a Finn, quien lo había cantado al sonograma de lo que él creía que era el bebé de Quinn y él en el episodio de la primera temporada "Ballad", y luego le contó sobre hacerlo. En la ciudad de los Ángeles, ella viene a apoyar las Nuevas Direcciones ya que los ciudadanos se encuentran en Los Ángeles, y se revela que ha conseguido un nuevo contrato de grabación. En el episodio número 100 especial, debido a su reciente éxito, ella y Rachel (que acababan de interpretar un papel de Broadway) comienzan una rivalidad, aunque al final se reconciliaron al darse cuenta de que tienen el mismo talento. Se muda a Nueva York con otros graduados del club Glee durante el resto de la temporada para grabar su álbum, y mientras estuvo allí, reavivó su romance con Sam. En el final de la temporada, ella rompe con Sam cuando se da cuenta de que no puede hacerlo esperar a que ella esté lista para perder su virginidad. Realizó un recorrido por el centro comercial por todo el estado con sus amigos de la escuela secundaria, Santana Lopez (Naya Rivera) y Brittany Pierce (Heather Morris) como su principal respaldo.

### Temporada seis
Ella regresa a McKinley con todos los graduados de McKinley para tratar de ayudar a Rachel a reclutar nuevos miembros para el club Glee en el episodio Homecoming. Más tarde intenta convencer a Rachel de perseguir sus sueños para estar en Broadway y le da bendiciones para que Sam y Rachel busquen una relación. En el final de la serie, Mercedes será el acto de apertura de Beyoncé para su próxima gira mundial. En 2020, encabeza su propia gira mundial y ve a Rachel ganar un premio. Ahora está saliendo con Sam otra vez. Ella asiste a la rededicación del auditorio McKinley a Finn Hudson, canta una última canción con todos los exmiembros de New Directions y hace una reverencia final con el resto del elenco de Glee.

## Interpretaciones musicales
Riley aparece en muchas actuaciones musicales en conjunto, ha tenido varios solos y duetos, que se han lanzado como sencillos, disponibles para descargar e incluidos en los álbumes de la banda sonora de Glee. Su primera actuación, "Respetc" de Aretha Franklin, se incluyó en su totalidad en el primer conjunto de cajas de DVD de la serie, Glee - Volumen 1: Road to Sectionals.En el episodio "Acafellas", su actuación de "Bust Your Windows" de Jazmine Sullivan fue llamada "el condimento del episodio" por Raymund Flandez de The Wall Street Journal. Fue incluido en el álbum Glee: The Music, Volume 1, y lanzado como un sencillo, que alcanzó el número 35 en Irlanda. Riley grabó una versión de "Don't Make Me Over" de Dionne Warwick para el episodio "Hairography". Fue utilizado como instrumental dentro del episodio, pero fue incluido en su totalidad en Glee: The Music, Volume 2. Su actuación de "And I Am Telling You I'm Not Going" en el episodio "Sectionals" también aparece en este álbum. Alcanzó su punto máximo en el número 85 en el Canadian Hot 100.
La interpretación de "Beautiful" de Aguilera en el episodio "Home" se llamó "tan forzada que pierde cualquier poder que pueda tener de lo que es un arreglo genuinamente agradable de la canción" de Emily VanDerWerff de The A.V. Club, mientras Tim Stack de Entertainment Weekly escribió que era "un gran momento no solo para Amber Riley sino para todo el espectáculo". El número alcanzó un máximo de 39 en Irlanda, y 44 en Canadá.  Riley hizo un dueto con Colfer en "4 Minutes" de Madonna, que se incluyó en su EP Glee: The Music, The Power of Madonna, y alcanzó el número 32 en Irlanda. Duetos adicionales incluyen "The Lady Is a Tramp" de Sammy Davis, Jr. con Puck, y de "The Boy is Mine" de Brandy y Monica interpretada con Santana. El primero fue incluido en Glee: The Music, Volume 3 Showstoppers, y alcanzó el número 72 en Canadá, mientras que el segundo aparece en el álbum recopilatorio Glee: The Music, The Complete Season One, y alcanzó 46 en Irlanda.
En el episodio de la segunda temporada "Grilled Cheesus", Mercedes interpreta "I Look to You" de Whitney Houston, y dirigió una interpretación coral de la versión de Aretha Franklin de "Bridge Over Troubled Water". Erica Futterman de Rolling Stone elogió la voz de Riley en este último y comentó que el creador de la serie Ryan Murphy debería asignar a Mercedes más solos. Aly Semigran de MTV sintió que "I Look to You" era la canción más débil del episodio, prefiriendo la interpretación "más poderosa" de Riley de "Bridge over Troubled Water". Amy Reiter de Los Angeles Times expresó su decepción en ambos números, ya que la dejaron "extrañamente impasible". Ella sugirió que "Mercedes cantaba admirablemente, maravillosamente incluso, pero no parecía realmente transportada por la música; así que no estábamos". "I Look to You" alcanzó el número 74 en Canadá y los Estados Unidos, mientras que "Bridge Over Troubled Water" alcanzó 69 y 73 respectivamente en los mismos territorios. Mercedes asumió el papel de Frank N. Furter en la actuación de  The Rocky Horror Show, y cantó "Sweet Transvestite". La canción fue incluida en el EP Glee: The Music, The Rocky Horror Glee Show. Semigran sintió que, como cantaba una mujer, la canción perdió su valor. Flandez hubiera preferido a Puck en el papel de Salling, pero alabó la voz de Riley y escribió que su solo "nos despertó a todos del timido ritmo". Anthony Benigno, del New York Daily News, también disfrutó el número y descubrió que, si bien Mercedes carecía de la presencia en el escenario de Tim Curry, Riley hizo algo "completamente notable" como Frank, dando una actuación en gran medida perfecta.
"Hell to the No", la canción original de Mercedes, fue titulada para el eslogan característico del personaje. Coescrito por el supervisor musical de Glee, Adam Anders, el compositor Peer Åström y el productor ejecutivo Ian Brennan. En el episodio "A Night of Neglect", interpretó otra canción de Franklin, "Ain't No Way". Su último solo de la temporada fue "Try a Little Tenderness" de Otis Redding, que se incluyó en el álbum Glee: The Music, Volume 6.
Durante la temporada, Mercedes retomó duetos con Santana y Rachel: con la primera en "River Deep - Mountain High" de Ike y Tina Turner , y con "Dancing Queen" de ABBA, y con la segunda en "Take Me or Leave Me "del musical Rent. "River Deep, Mountain High" se incluyó en el álbum Glee: The Music, Volume 4 y alcanzó el número 30 en Irlanda. "Take Me or Leave Me" aparece en el siguiente álbum, Glee: The Music, Volumen 5, y alcanzó el número 51 en los Estados Unidos "Dancing Queen" apareció en el álbum de la banda sonora final Glee: The Music, Volumen 6, y alcanzó el número 74 en los Estados Unidos. Futterman criticó el acuerdo de "Dancing Queen" por diluir las "voces poderosas" de Riley y Rivera, lo que, dijo, "[les dio] el sonido bajo del original de ABBA a pesar de que ambos son mucho mejores que eso".
Mercedes apareció en tres de los números musicales del episodio "Asian F" de la tercera temporada. Flandez dijo sobre su solo, "Ella dejó a Jennifer Hudson 'Spotlight' fuera de este mundo". Anthony Benigno, escribiendo para The Faster Times, dijo que era "genial". Brett Berk de Vanity Fair elogió su "increíble voz" y le dio a la actuación cuatro estrellas de cinco, y Lesley Goldberg de The Hollywood Reporter caracterizó la interpretación como "perfecta". Otros críticos fueron más críticos, incluido VanDerWerff, quien dijo que esta era la única canción en el episodio que "realmente no funcionó". El crítico de TVLine, Michael Slezak, sintió que el acuerdo utilizado no era lo suficientemente distinto del original, aunque le dio a la presentación un "B +", al igual que la escritora de Entertainment Weekly Abby West, quien escribió: "Mercedes se veía fantástica y se portaba bien, y su voz era tan fuerte como siempre pero se sentía un poco faltante". John Kubicek de BuddyTV pensó que "Mercedes claramente ganó" y Flandez sostuvo que "claramente eclipsó a su rival", y continuó: "Simplemente crees tanto de lo que canta". Berk estuvo de acuerdo, y contrasta a los dos cantantes con su escala de calificación de una a cinco estrellas: "Dos estrellas para Rachel, que cantó esto como Barry Manilow; cuatro para Mercedes, que cantó esto como si ella lo viviera".  Futterman tenía una opinión ligeramente diferente: "Rachel pone en el frente de una diva, pero por dentro está asustada y nerviosa". Sin embargo, Hyman pensó que los dos" estaban igualados", mientras que el periodista de IGN Robert Canning y Rae Votta de Billboard pensaron que Rachel era la Víctor; Votta declaró: "Si bien el programa quiere que creamos lo contrario, Rachel claramente supera a Mercedes". "It's All Over" de Dreamgirls recibió el comentario más entusiasta, incluyendo una "A +" de West, quien escribió "Mercedes fue la mejor en esta actuación", un sentimiento que hizo eco Benigno cuando le otorgó a la canción una "A". Vicki Hyman de The Star-Ledger lo calificó de "bastante impresionante" y Flandez fue una "toma ingeniosamente divertida", mientras que Futterman dijo que  que la canción estaba "a la par con las mejores canciones de Broadway intepreteda en Glee ".
El episodio "Mash Off" marcó el número musical número 300 que filmó Glee, que fue una combinación de dos canciones de Adele: "Rumor Has It" y "Someone Like You", con la voz principal de Riley y Rivera. Fue aclamado como su principal punto culminante. Futterman escribió que la actuación fue una de las mejores secuencias de Glee: "Mercedes y Santana juntan su voz y la canción combina grandes canciones de uno de los álbumes más grandes del año mientras captura tanto la tristeza como la tristeza de los Troubletones en este momento en particular".  Votta lo calificó como la mejor actuación desde la versión del elenco de "Don't Stop Believin" en el final de la primera temporada, "Journey to Regionals". Jen Chaney de The Washington Post le otorgó a la secuencia una calificación de "A +", y Brian Moyler de Gawker afirmó que el número era "perfecto" y dijo: "Es por eso que miro a Glee. Melissa Duko, de Cinema Blend, declaró que el programa "salió del parque" y agregó que era su actuación favorita de la temporada.